# Asymptota

Asymptota.

Asymptotami funkce y = 1/x jsou osy x a y

Asymptota (asymptotická přímka) určité křivky je taková přímka, jejíž vzdálenost od této křivky se limitně blíží k nule, když se jedna nebo obě souřadnice blíží nekonečnu. Asymptotický je vztah dvou veličin, které se k sobě limitně přibližují. Slovo je z řec. asymptótos, neshodný.

## Definice
Mějme bod {\displaystyle T} rovinné křivky a přímku {\displaystyle p}. Označme vzdálenost bodu {\displaystyle T} od přímky jako {\displaystyle \nu }. Pokud alespoň jedna souřadnice bodu {\displaystyle T} roste nade všechny meze a současně {\displaystyle \lim \nu =0}, pak se přímka {\displaystyle p} nazývá asymptotou.

## Asymptota grafu funkce
Asymptotu grafu funkce rozlišujeme se směrnicí a bez směrnice.

### Asymptota se směrnicí
Přímka {\displaystyle y=kx+q} je asymptotou grafu funkce {\displaystyle y=f(x)} se směrnicí právě tehdy, jestliže platí:
{\displaystyle \lim \limits _{x\rightarrow \pm \infty }(f(x)-kx-q)=0}.
Je-li rovnice asymptoty {\displaystyle y=kx+q}, potom platí:
{\displaystyle k=\lim _{x\to \pm \infty }{\frac {f(x)}{x}}}
{\displaystyle q=\lim _{x\to \pm \infty }(f(x)-kx)}

### Asymptota bez směrnice
Je-li funkce {\displaystyle y=f(x)} definovaná pro {\displaystyle x\neq a\in {\mathsf {R}}}, potom graf funkce f má asymptotu bez směrnice právě tehdy, jestliže existuje alespoň jedna jednostranná nevlastní limita v bodě a.
Rovnice takové asymptoty je potom
{\displaystyle x=a\,}.

## Asymptota kuželosečky
Asymptotou kuželosečky je mezní poloha tečny kuželosečky - přímka, která se ke kuželosečce neomezeně blíží, ale nemá s ní žádný společný (vlastní) bod.
V projektivní geometrii platí, že asymptota je tečna v nevlastním bodě

## Další asymptoty
Pokud lze rovnici křivky zapsat jako
{\displaystyle y=ax+b+\mu (x)},
přičemž {\displaystyle \lim _{x\to +\infty }\mu (x)=0}, pak přímka {\displaystyle y=ax+b} je asymptotou dané křivky.
Platí-li pro křivku {\displaystyle y=f(x)} vztah {\displaystyle \lim _{x\to \pm \infty }y=b}, pak asymptotou křivky je přímka {\displaystyle y=b}.
Obdobně lze tvrdit, že pokud pro křivku {\displaystyle x=g(y)} platí {\displaystyle \lim _{y\to \pm \infty }x=c}, pak asymptotou křivky je přímka {\displaystyle x=c}.